# Keila (comune rurale)
Keila era un comune rurale dell'Estonia centrale, nella contea di Harjumaa. Dal 2017 fa parte del nuovo comune rurale Lääne-Harju. Il comune rurale (in estone vald) amministrava il contado della città (in estone linn) di Keila, che costituisce ancora un comune a sé;

## Località
Oltre al capoluogo, il comune comprende tre borghi (in estone alevik), Karjaküla, Klooga e Keila-Joa, e 19 località (in estone küla):
Illurma, Keelva, Kersalu, Kloogaranna, Kulna, Käesalu, Laoküla, Laulasmaa, Lehola, Lohusalu, Maeru, Meremõisa, Nahkjala, Niitvälja, Ohtu, Põllküla, Tuulna, Tõmmiku e Valkse.

## Il campo di concentramento di Klooga
Il borgo di Klooga durante l'occupazione nazista dell'Estonia, nella seconda guerra mondiale, è stato sede di un sottocampo di lavoro forzato dipendente dal campo di concentramento di Vaivara.

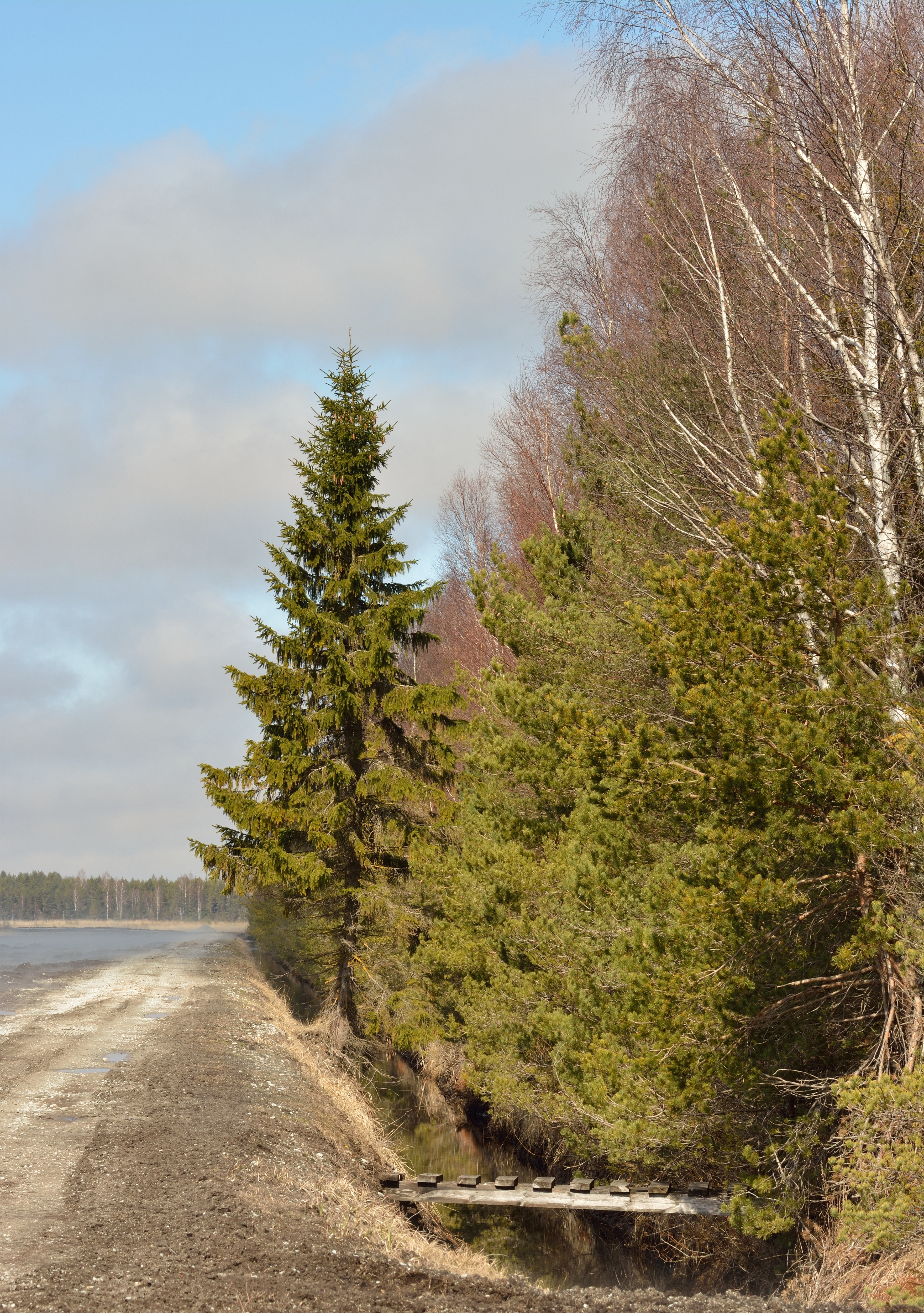
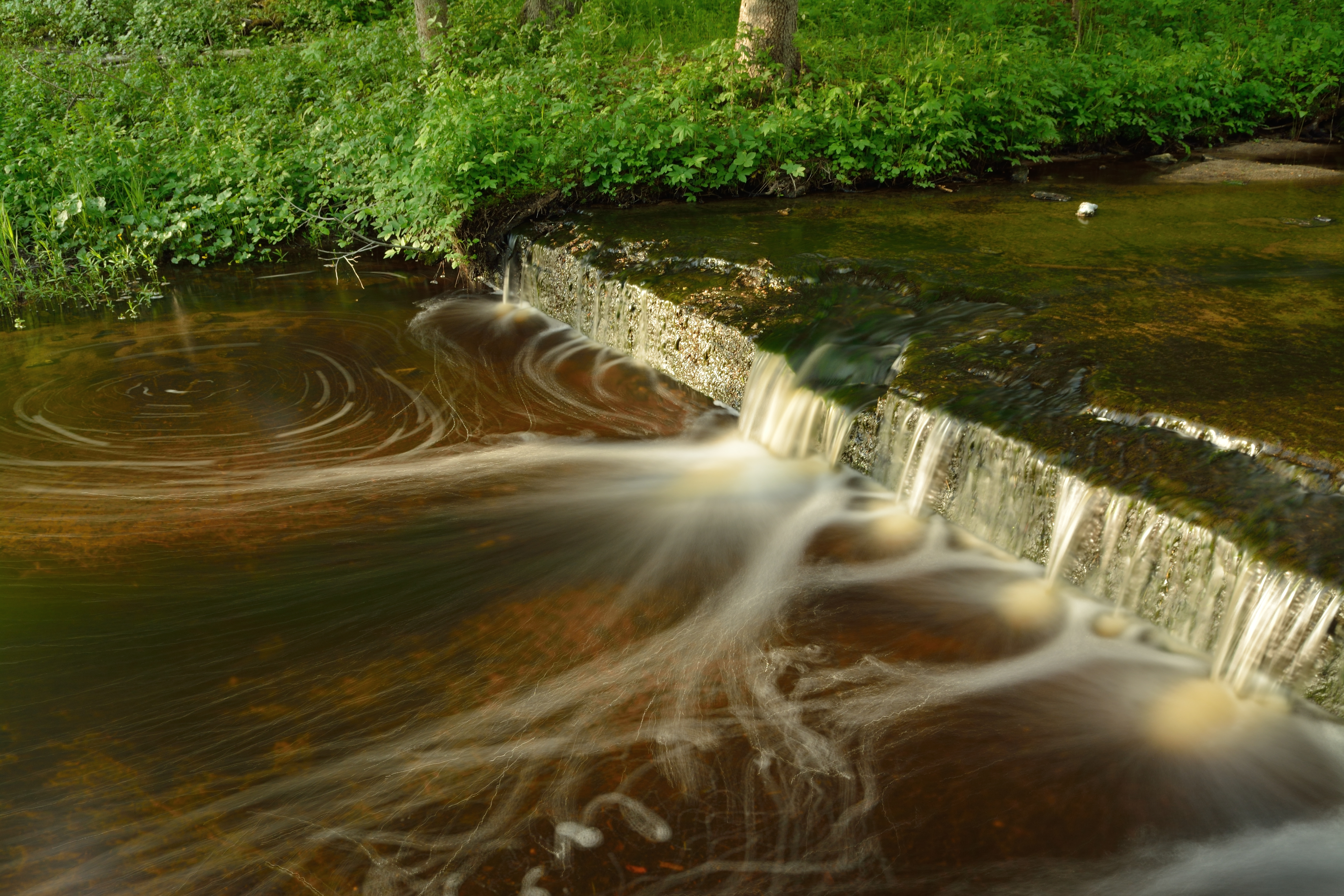
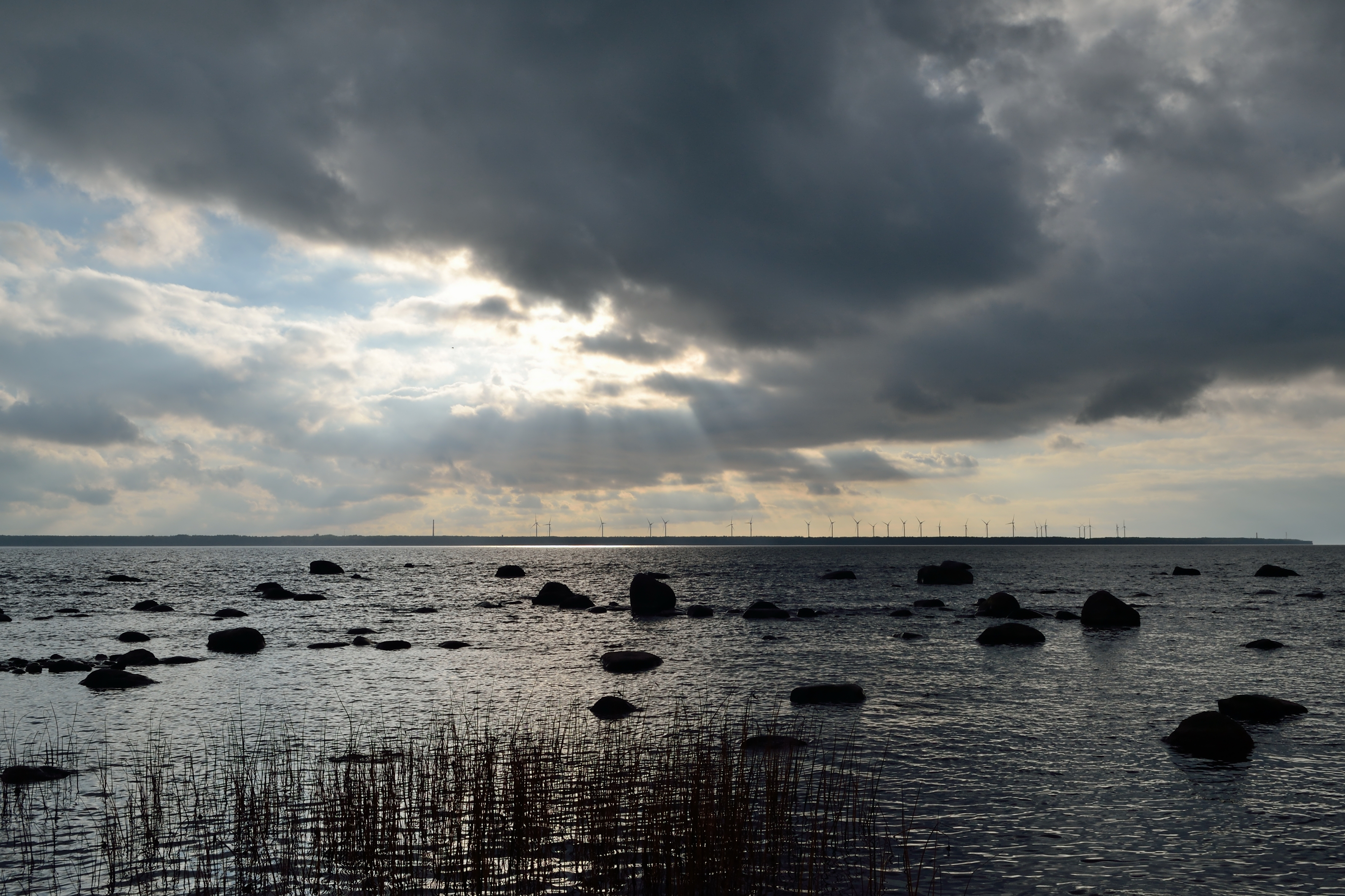
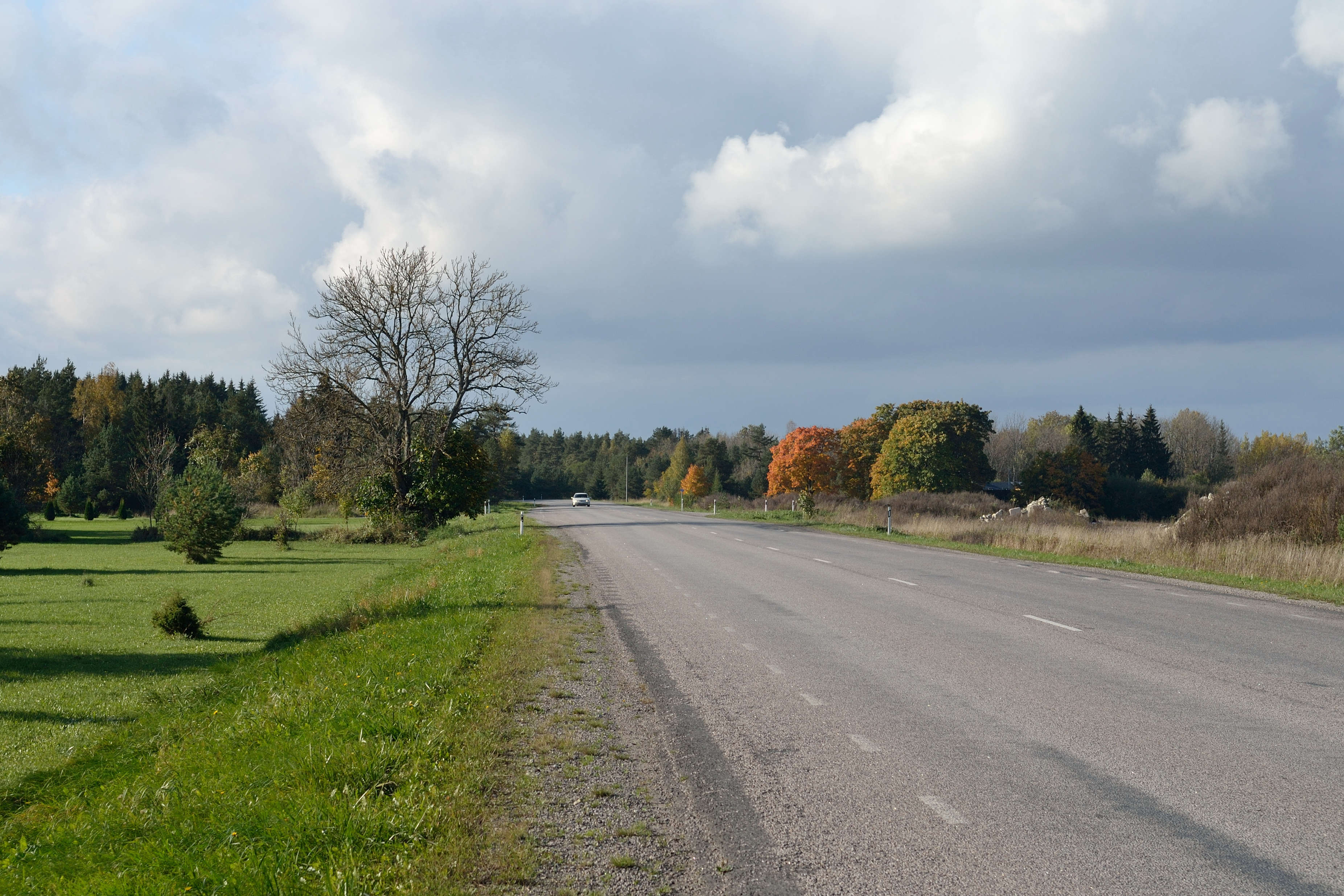